# Величко-Стецюн, Лидия Андреевна
Лидия Андреевна Величко-Стецюн (род. 14 апреля 1951, Харьков) — украинская певица (лирико-колоратурное сопрано), педагог, доцент. Заслуженная артистка Украины (1996). Лауреат Национального конкурса камерных музыкантов-исполнителей (1988, II премия). Член Национального всеукраинского музыкального Союза (с 2012 года).

## Биография
В 1978 году окончила Харьковский институт искусств (кл. М. Долидзе). Солистка Харьковской филармонии.
С 1993 по 2001 год работала по совместительству преподавателем Харьковского музыкального училища имени Бориса Лятошинского. С 1998 года начала преподавать в Харьковском национальном университете искусств имени Ивана Котляревского , а с 2001 по 2007 год — доцент кафедры хороведения и хорового дирижирования в Харьковской государственной академии культуры .
Награждена почётными грамотами и благодарностями Министерства культуры и искусств Украины, Харьковской областной государственной администрации и городского руководства. Входила в состав жюри многих вокальных конкурсов в Харькове.

## Семья
- Муж — украинский композитор, музыкально-общественный деятель, член Национального союза композиторов Украины. Заслуженный деятель искусств Украины Николай Стецюн.
- Дочь — певица Мария Стецюн, лауреат международных и национальных конкурсов, солистка Харьковской филармонии и преподаватель кафедры хорового дирижирования Харьковской академии культуры.

## Основные программы
- «Мечты любви» (по произведениям Дж. Россини, Г. Доницетти, К. Сен-Санса, Ж. Массне, Н. Римского-Корсакова, М. Стецюна, М. Жербина и др.)
- «Возвышенное земное» (по произведениям В.-А. Моцарта и А. Вивальди)
- «Соловьиный романс»
- «Аве Мария»

В репертуаре певицы — произведения украинских и русских классических композиторов, а также современных авторов. В её исполнении звучат произведения зарубежных композиторов, написанные на духовные, евангельские тексты. Гастролировала в Швеции, Испании, Польше, Германии.